# María Teresa Benavídez Díaz
María Román Benavídez Díaz (Paipa, 16 de octubre de 1909-Chiquinquirá, 27 de abril de 2004), más conocida por su nombre religioso María Teresa, fue una religiosa católica colombiana, que fue primero monja concepcionista, luego dominica de Nazareth y finalmente la fundadora de las Hermanas Dominicas de Betania.

## Biografía
María Román Benavídez Díaz nació en el municipio de Paipa, en el departamento de Boyacá (Colombia), el 16 de octubre de 1909, en el seno de una familia campesina. Fue la segunda de los nueve hijos de Abdón Zenón Benavides y Bonifacia Díaz. Religiosamente eran devotos católicos y una familia levítica, pues cinco hermanas fueron religiosas y uno sacerdote. María ingresó al monasterio de las concepcionistas de Chiquinquirá, hasta que conoció a la religiosa y fundadora Sara Alvarado Pontón, por quien formó parte del primer grupo de religiosas del instituto de Nazareth (conocidas hoy como Hermanas Dominicas de Nazareth).
Algunas diferencias, en cuanto al carisma del nuevo instituto, hizo que María Benavídez se separara de la congregación. En 1957, con la colaboración del obispo de Palmira, Jesús Antonio Castro Becerra, y el fraile dominico Alberto Ariza Sánchez, dio inicio a la Congregación de Hermanas Dominicas de Betania, con el fin de colaborar con la formación de los religiosos, seminarios y escuelas, además de la administración económica en entes eclesiásticos. Es aquí donde la religiosa cambió su nombre por el de María Teresa. La primera sede del instituto fue la ciudad de Palmira, en el Valle del Cauca. Allí vivió María Teresa desde 1954 hasta su traslado a la casa de Chiquinquirá en 1983. Murió en esta ciudad el 27 de abril de 2004.